# Jefre Vargas
Jefre José Vargas Belisario (Caracas, 12 gennaio 1995) è un calciatore venezuelano, difensore del Deportivo Táchira.

## Palmarès

### Club

#### Competizioni nazionali
- Copa Venezuela: 1

Caracas: 2013